# Rankweil
Rankweil é um município da Áustria, situado no distrito de Feldkirch, no estado de Vorarlberg. Tem 21,85 km² de área e sua população em 2019 foi estimada em 11.929 habitantes.